# Fuhrmann (Sternbild)
Der Fuhrmann (lateinisch / fachsprachlich Auriga) ist ein Sternbild des Nordhimmels. Sein Hauptstern Capella ist ein Stern 1. Größe und Teil des auffälligen Wintersechsecks.

## Beschreibung

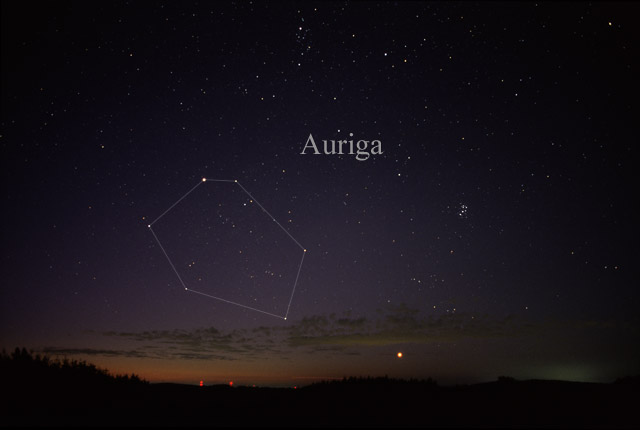
Das Sternbild Fuhrmann, wie es mit dem bloßen Auge gesehen werden kann

Der Fuhrmann ist ein ausgedehntes, leicht erkennbares Sternbild. Er grenzt direkt östlich an den Stier (lat.: Taurus) an. Zusammen mit dem Stern Elnath (β Tauri), der zum Stier gehört, bildet der Fuhrmann ein fast regelmäßiges Sechseck. Der Hauptstern Capella ist mit 0.1 mag der dritthellste Stern des Nordhimmels.
Der nördliche Teil des Fuhrmannes ist in unseren Breiten zirkumpolar, d. h., das ganze Jahr über sichtbar. Er erreicht im Winter seine höchste Position am Nachthimmel. In etwa 13.000 Jahren wird er aufgrund der Präzession den Himmelsäquator markieren.
Durch den Fuhrmann zieht sich das sternenreiche Band der Milchstraße, daher sind hier mehrere interessante Objekte, wie Sternhaufen und Nebel, zu sehen.

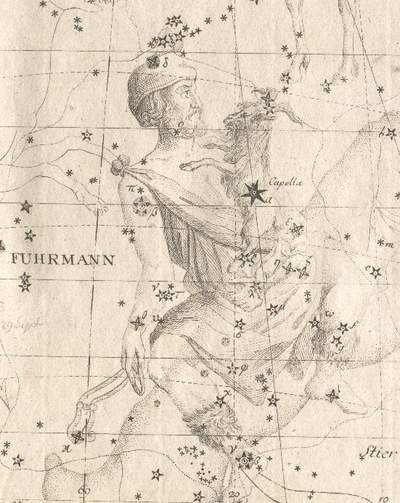

## Geschichte
Das Sternbild war bei den Babyloniern als Fuhrmann (Rukubi) bekannt. Der lateinische Name Auriga bedeutet so viel wie Wagenlenker oder Steuermann.
Die Römer identifizierten das Sternbild mit dem griechischen König Erichthonios, der den vierspännigen Wagen erfand.
Der Fuhrmann gehört zu den 48 Sternbildern der antiken griechischen Astronomie, die von Ptolemäus beschrieben wurden.
Einer früheren Deutung nach handelt es sich bei dem Sternbild um einen Hirten, der eine Ziege über der Schulter trägt. Der Name des Hauptsterns Capella bedeutet (lat.:) „Zicklein“.
In älteren Sternatlanten, wie der Uranometria von Johann Bayer oder den Werken von Johannes Hevelius und J.E. Bode wird der Fuhrmann als bärtiger Mann mit einer Ziege auf dem Rücken oder Arm dargestellt.
Der südlichste Stern Elnath wurde in der Vergangenheit als γ Aurigae dem Fuhrmann zugerechnet. Nach Festlegung der Sternbildgrenzen durch die Internationale Astronomische Union (IAU) gehört er heute zum Stier.

## Mythologie
König Erichthonios I. von Athen spannte als erster vier Pferde vor seinen Wagen. Bei den Römern galt er als Sohn des Gottes Vulkan, bei den Griechen als Sohn des Hephaistos und der Athene.
Nach Eratosthenes existiert zudem die Deutung, es könnte sich um Myrtilos, den Wagenlenker des Königs Oinomaos von Pisa, gehandelt haben. Dieser sei ein Sohn des Hermes gewesen und als Pelops ihn als Verräter tötete, habe sein göttlicher Vater Mitleid empfunden und ihn an den Sternenhimmel versetzt.
Nach Darstellung des Pausanias wird Hippolytos, Sohn des Theseus, nach seinem Tod als Sternbild an den Himmel versetzt: Dieser werde in einem Tempel in Troizen verehrt, wo ihm von Diomedes ein Kult gestiftet worden sei. Die Anhänger dieses Kultes bestreiten den Tod des Hippolytos durch die Schleifung durch seine Pferde, sondern behaupten, er habe einen Katasterismos erfahren.
Claudius Claudianus beschreibt erstmals fassbar, dass Phaethon, der Sohn des Sonnengottes, nach seinem Sturz aus dem Sonnenwagen als Fuhrmann an den Sternenhimmel versetzt worden sei. Ebenso hält sich Nonnos von Panopolis an diese Version des Mythos. Ob Phaethon als Sternbild schon zu Ovids Zeiten eine verbreitete Version gewesen ist, ist unklar: In den Metamorphosen lässt er ihn jedenfalls in den Eridanus stürzen und von Najaden begraben. Allerdings nennt er ihn in den Amores „auriga“, was zwar das Sternbild meinen, jedoch auch lediglich eine unverfängliche Anrede als „Wagenlenker“ sein kann.
Nach der Griechischen Mythologie soll es sich bei der Ziege um die Nymphe Amalthea handeln, die Zeus als Knaben versorgte. Zeus war ein Sohn des Titanen Kronos, dem geweissagt wurde, dass er eines Tages von einem seiner Nachkommen als Herrscher gestürzt werde. Kronos verschlang daraufhin alle seine Kinder sofort nach der Geburt. Nach der Geburt von Zeus wurde ihm stattdessen ein Stein untergeschoben, den er ebenfalls verschlang. Zeus wurde in einer Höhle versteckt und von Amalthea mit der Milch einer Ziege aufgezogen. Als die Titanen Zeus auf der Insel Kreta fanden und töten wollten, habe dieser das Fell der Amalthea als Schild gebraucht und die Titanen so besiegt. Daraufhin habe er die Knochen der Amalthea in die Haut zurückgelegt, sie wiederbelebt und ihr Unsterblichkeit verliehen, sodass sie immer noch am Himmel zu sehen sei.

Anderen mythologischen Deutungen nach war Amalthea selbst eine Ziege. Ihr Horn gehörte später der Glücksgöttin Fortuna und war deren „Füllhorn“.

## Himmelsobjekte

### Sterne
| B   | F  | Namen o. andere Bezeichnungen           | m             | M             | Lj      | Spektralklasse  |
| --- | -- | --------------------------------------- | ------------- | ------------- | ------- | --------------- |
| α   | 13 | Capella, Alhajoth                       | 0,08          | −0,48         | 42      | G5 III + G0 III |
| β   | 34 | Menkalinan                              | 1,9           | −0,1          | 82      | A2 V            |
| θ   | 37 | Mahasim                                 | 2,7           |               | 173     | A0p             |
| ι   | 3  | Hassaleh, Kabdhilinam, Al Kab           | 2,7           | ca. −3        | ca. 500 | K3 II           |
| ε   | 7  | Almaaz, Al Anz                          | 2,9 bis 3,8   | −5,9 bis −4,8 | 1300    | F0 Ia           |
| η   | 10 | Haedus                                  | 3,18          | −0,96         | 219     | B3 V            |
| ζ   | 8  | Saclateni, Hoedus I, Haedus I, Sadatoni | 3,7 bis 4,0   | −3,2 bis −2,5 | 790     | K4 II + B8 V    |
| δ   | 33 | Delta Aurigae                           | 3,72          | 0,55          | 140     | K0 III          |
| ν   | 32 |                                         | 3,97          | −0,13         | 215     | K0 III          |
| π   | 35 | Pi Aurigae                              | 4,24 bis 4,34 |               | 720     | M3 II           |
| κ   | 44 |                                         | 4,32          |               | 169     | G8 IIIb         |
| τ   | 29 |                                         | 4,51          |               | 213     | G8 III Fe-1     |
| 400 | 16 |                                         | 4,54          |               |         |                 |
| λ   | 15 |                                         | 4,69          |               | 41      | G1 IV           |
| χ   | 25 | Chi Aurigae                             | 4,71          |               | 3900    | B4 Ia           |
| υ   | 31 |                                         | 4,72          |               | 475     | M0 III          |
| 400 | 2  |                                         | 4,79          |               |         |                 |
| ψ2  | 50 |                                         | 4,80          |               | 433     | K3 III          |
| μ   | 11 |                                         | 4,82          |               |         |                 |
| 400 | 63 |                                         | 4,91          |               |         |                 |
| ψ1  | 46 |                                         | 4,92          |               |         |                 |
| 400 | 4  |                                         | 4,93          |               |         |                 |
| ξ   | 30 |                                         | 4,96          |               |         |                 |
| 400 | 9  |                                         | 4,98          |               |         |                 |
| ψ7  | 58 |                                         | 4,99          |               |         |                 |
| 400 | 14 |                                         | 5,01          |               |         |                 |
| σ   | 21 |                                         | 5,02          |               |         |                 |
| ψ4  | 55 |                                         | 5,04          |               |         |                 |
| 400 | 19 |                                         | 5,05          |               |         |                 |
| φ   | 24 |                                         | 5,08          |               |         |                 |
| ρ   | 20 |                                         | 5,22          |               |         |                 |
| 400 |    | AE Aurigae                              | 5,78–6,08     | −2,3          | 1460    | O9.5 V          |

Gamma Aurigae gehört durch die moderne Festlegung des Sternbildgrenzen zum Sternbild Stier und wird als β Tauri geführt.

### Beobachtbare Mehrfachsterne
| System | m                | Abstand        |
| ------ | ---------------- | -------------- |
| θ      | 2,7 / 7,2 / 9    | 4 / 50"        |
| δ      | 3,72 / 9,7 / 9,7 | 115,4 / 197,1" |
| ω      | 4,9 / 7,8        | 5"             |
| ν      | 4,0 / 9,5        | 54,6"          |
| λ      | 4,69 / 13,4      | 29"            |
| 14     | 5,1 / 7,5        | 14,6"          |
| 26     | 5,4 / 8,0        | 12,4"          |
| 41     | 6,2 / 7,0        | 7,6"           |

θ Aurigae ist ein potentielles Doppelsternsystem mit einem Winkelabstand von knapp 4 Bogensekunden; eine dritte, optische Komponente ist etwa 50 Bogensekunden entfernt. Um alle drei Sterne zu beobachten, benötigt man ein mittleres Teleskop ab 8 cm Öffnung.
ω Aurigae ist ein Doppelsternsystem in 250 Lichtjahren Entfernung, mit zwei weißlich leuchtenden Sternen der Spektralklassen A0 und F5. Aufgrund des weiten Winkelabstandes von 5 Bogensekunden kann das System bereits mit einem kleineren Teleskop in Einzelsterne aufgelöst werden.

### Veränderliche Sterne
| Stern | m             | Periode      | Typ                         |
| ----- | ------------- | ------------ | --------------------------- |
| β     | 1,85 bis 1,93 | 47,5 Stunden | Bedeckungsveränderlicher    |
| ε     | 2,9 bis 3,8   | 9883 Tage    | Bedeckungsveränderlicher    |
| ζ     | 3,7 bis 4,0   | 972,16 Tage  | Bedeckungsveränderlicher    |
| π     | 4,24 bis 4,34 | 972,16 Tage  | unregelmäßig Veränderlicher |
| RT    | 5,0 bis 5,8   | 3,7281 Tage  | Cepheid                     |
| AE    | 5,78 bis 6,08 |              | unregelmäßig Veränderlicher |

Der zweithellste Stern, β Aurigae, ist 82 Lichtjahre entfernt. Er ist, wie Capella, ein spektroskopischer Doppelstern und darüber hinaus ein bedeckungsveränderlicher Stern, d. h., zwei Sterne unterschiedlicher Leuchtkraft umkreisen einander. Wenn sich die dunklere Komponente vor die hellere schiebt, nimmt die scheinbare Helligkeit ab.

Der Name Menkalinan ist arabischen Ursprungs und bedeutet so viel wie „die Schulter des Zügelhalters (Fuhrmannes)“.
Epsilon Aurigae ist ein bedeckungsveränderlicher Stern vom Typ Algol in etwa 2.000 Lichtjahren Entfernung. Von allen bekannten Bedeckungsveränderlichen weist er mit rund 27 Jahren die größte Periode auf, wobei die Phase des Helligkeitsminimums etwa 18 Monate beträgt.
Saclateni ist ebenfalls ein Bedeckungsveränderlicher vom Typ Algol. Das System besteht aus einem roten Überriesen der Spektralklasse K4, der von einem kleineren bläulichen Begleitstern der Spektralklasse B umkreist wird. Das System besitzt die zweitlängste bekannte Periode: Alle 2,66 Jahre schiebt sich der bläuliche Stern vor den Hauptstern und die beobachtete Helligkeit nimmt ab. Das System ist etwa 790 Lichtjahre entfernt.
Die Sterne ε und ζ Aurigae werden auch als Haedus I und II (griechisch „die Kinder“) bezeichnet.
RT Aurigae ist ein Pulsationsveränderlicher Stern vom Typ der Cepheiden in 2.500 Lichtjahren Entfernung. Der Stern ändert rhythmisch, in 3 Tagen, 7 Stunden und 28 Minuten, seine Helligkeit.
AE Aurigae ist ein etwa 1460 Lichtjahre entfernter veränderlicher Stern, dessen Helligkeit unregelmäßig zwischen 5,78 und 6,08 mag schwankt. In einer dunklen Nacht ist er gerade noch mit bloßem Auge sichtbar. Messungen der Eigenbewegung zeigten, dass sich der Stern mit einer außerordentlich hohen Geschwindigkeit von 100 km/s bewegt. Er gehört zusammen mit 53 Arietis im Widder und μ Columbae in der Taube zur Klasse der Runaway-Sterne (Ausreißer). Möglicherweise waren sie einst Mitglieder eines Mehrfachsternsystems und wurden infolge einer Supernovaexplosion oder durch das nahe Vorbeiziehen eines anderen Systems vor zwei bis drei Millionen Jahren aus der Orion-Assoziation geschleudert.

### Messier- und NGC-Objekte
| Messier (M) | NGC  | sonstige | m    | Typ                  | Name              |
| ----------- | ---- | -------- | ---- | -------------------- | ----------------- |
| 36          | 1960 |          | 6,0  | Offener Sternhaufen  |                   |
| 37          | 2099 |          | 5,6  | Offener Sternhaufen  |                   |
| 38          | 1912 |          | 6,4  | Offener Sternhaufen  |                   |
|             | 1664 |          | 7,6  | Offener Sternhaufen  |                   |
|             | 1778 |          | 7,7  | Offener Sternhaufen  |                   |
|             | 1857 |          | 7,0  | Offener Sternhaufen  |                   |
|             | 1883 |          | 12,0 | Offener Sternhaufen  |                   |
|             | 1893 |          | 7,5  | Offener Sternhaufen  |                   |
|             | 1907 |          | 8,2  | Offener Sternhaufen  |                   |
|             | 1931 |          | 10,1 | Emissionsnebel       |                   |
|             | 2126 |          | 10,2 | Offener Sternhaufen  |                   |
|             | 2192 |          | 10,9 | Offener Sternhaufen  |                   |
|             | 2281 |          | 5,4  | Offener Sternhaufen  |                   |
|             |      | IC 405   | 10,0 | Emissionsnebel       | Flammensternnebel |
|             |      | IC 410   | 7,5  | Emissionsnebel       | Kaulquappennebel  |
|             |      | IC 417   |      | Emissionsnebel       | Spinnennebel      |
|             |      | IC 2149  | 10,6 | Planetarischer Nebel |                   |

Im Fuhrmann befinden sich drei offene Sternhaufen, die der französische Astronom und Kometenjäger Charles Messier in seinen Katalog nebliger Objekte (Messierkatalog) aufnahm. Alle drei Sternhaufen sind etwa 4000 Lichtjahre entfernt und bieten einen schönen Anblick im Fernglas oder Teleskop. Sie können relativ leicht aufgefunden werden, indem man die Milchstraße im Bereich des Fuhrmannes nach ihnen absucht.
M36 kann schon mit einem größeren Fernglas in 20 bis 30 Einzelsterne aufgelöst werden. Er enthält insgesamt etwa 60 Sterne der 9. bis 14. Größenklasse.
M37 ist der eindrucksvollste Sternhaufen im Fuhrmann. Im Fernglas erkennt man allerdings nur einen nebligen Fleck. Im Teleskop kann der Haufen in eine beeindruckende Zahl von Einzelsternen aufgelöst werden. Insgesamt enthält er 150 Einzelsterne von 9 mag bis 12,5 mag
M38 ist im Fernglas ebenfalls nur als einen nebliger Fleck zu erkennen. Im Teleskop werden etwa 100 Einzelsterne von 8 mag bis 12 mag sichtbar, die interessant angeordnet sind.
NGC 1931 ist ein Emissionsnebel, etwas östlich von M36. Dabei wird eine Gaswolke von benachbarten Sternen zum Leuchten angeregt. Der Nebel ist bereits in einem kleineren Teleskop sichtbar. In einem größeren Teleskop zeigen sich vier eng beieinander stehende Sterne im Nebel.
NGC 2126 ist ein lockerer Sternhaufen mit 20 Sternen von 11 bis 14m.
NGC 2281 wurde im Jahre 1788 von Wilhelm Herschel entdeckt. Er steht ein ganzes Stück westlich des Fuhrmannes, fast auf halbem Weg zu den Zwillingen. Er ist ebenfalls ein interessanter offener Sternhaufen, der aus helleren, verstreuten Sternen besteht. Von seiner Größe und Helligkeit her ist er mit den Messierobjekten vergleichbar.